# Andreea Chițu
Andreea Stefania Chițu (* 7. Mai 1988 in Bolintin-Vale) ist eine rumänische Judoka. Sie war 2014 und 2015 Vizeweltmeisterin.

## Sportliche Karriere
Andreea Chițu war 2004 Dritte der Kadetteneuropameisterschaften in der Gewichtsklasse bis 52 Kilogramm, 2006 belegte sie den dritten Platz bei den U20-Europameisterschaften. Danach wechselte sie ins Leichtgewicht, die Gewichtsklasse bis 57 Kilogramm. 2008 gewann sie ihren ersten rumänischen Meistertitel, 2010 im Leichtgewicht und 2013 im Halbleichtgewicht folgten weitere Meistertitel. 2008 und 2009 gewann sie außerdem Silber bei den U23-Europameisterschaften, 2010 gewann sie den Titel. 
2011 kehrte die 1,57 m große Andreea Chițu ins Halbleichtgewicht zurück, die Gewichtsklasse bis 52 Kilogramm. Sie gewann in dieser Gewichtsklasse Bronze bei den Militärweltspielen. Bei den Weltmeisterschaften 2011 in Paris unterlag sie im Halbfinale der Japanerin Yuka Nishida. Den Kampf um Bronze gewann sie gegen die Französin Priscilla Gneto. Im April 2012 fanden in Tscheljabinsk die Europameisterschaften 2012 statt. Chițu bezwang im Halbfinale die Spanierin Ana Carrascosa und im Finale die Russin Natalja Kusjutina. Bei den Olympischen Spielen 2012 in London bezwang sie in ihrem Auftaktkampf die Algerierin Soraya Haddad, im zweiten Kampf schied sie gegen die Belgierin Ilse Heylen aus.
2013 besiegte Chițu im Halbfinale der Europameisterschaften 2013 in Budapest die Deutsche Mareen Kräh. Im Finale traf sie wie im Vorjahr auf Natalja Kusjutina, diesmal gewann die Russin. Bei den Weltmeisterschaften 2013 belegte sie den fünften Platz, nachdem sie im Halbfinale gegen Érika Miranda aus Brasilien und im Kampf um Bronze gegen Mareen Kräh unterlegen war. Im April 2014 unterlag sie bei den Europameisterschaften in Montpellier bereits im Viertelfinale der Russin Julija Ryschowa. In der Hoffnungsrunde erreichte sie den Kampf um Bronze, den sie gegen Mareen Kräh gewann. Vier Monate später bei den Weltmeisterschaften in Tscheljabinsk bezwang sie Kräh im Viertelfinale und im Halbfinale besiegte sie Érika Miranda. Das Finale gewann die Kosovarin Majlinda Kelmendi. Die Europameisterschaften 2015 wurden im Rahmen der Europaspiele 2015 in Baku ausgetragen. Andreea Chițu besiegte im Halbfinale Mareen Kräh und im Finale die Französin Annabelle Euranie. Zwei Monate später bei den Weltmeisterschaften 2015 in Astana bezwang die Rumänin im Halbfinale die Turkmenin Gulbadam Babamuratowa. Im Finale unterlag sie der Japanerin Misato Nakamura. Bei den Europameisterschaften 2016 in Kasan  unterlag Chițu im Halbfinale der Französin Priscilla Gneto. Den Kampf um Bronze gewann sie gegen Evelyne Tschopp aus der Schweiz. Im August 2016 gewann Andreea Chițu im Achtelfinale der Olympischen Spiele in Rio de Janeiro gegen die Spanierin Laura Gómez. Nach Niederlagen gegen die Italienerin Odette Giuffrida im Viertelfinale und Èrika Miranda in der Hoffnungsrunde belegte Chițu den siebten Platz.
Nach einem Jahr Pause kehrte Andreea Chițu 2018 zurück und belegte den siebten Platz bei den Europameisterschaften in Tel Aviv. 2019 gewann sie die Silbermedaille bei den Militärweltspielen in Wuhan. In Wuhan trat sie im Leichtgewicht an, genau wie bei ihrem Sieg bei den rumänischen Meisterschaften 2020. Bei den Europameisterschaften 2020 in Prag erreichte sie das Finale im Halbleichtgewicht und erhielt die Silbermedaille hinter Odette Giuffrida. Giuffrida und Chițu trafen im Achtelfinale der Olympischen Spiele in Tokio wieder aufeinander und erneut siegte die Italienerin.